# Rahmbruch
Koordinaten: 52° 2′ 6″ N, 12° 14′ 5″ O
Der Rahmbruch ist ein Naturschutzgebiet in der Stadt Zerbst/Anhalt im Landkreis Anhalt-Bitterfeld in Sachsen-Anhalt.
Das Naturschutzgebiet mit dem Kennzeichen NSG 0038 ist 44,58 Hektar groß. Es ist Bestandteil des FFH-Gebietes „Obere Nuthe-Läufe“ und vom Landschaftsschutzgebiet „Westfläming“ umgeben. Das Gebiet steht seit dem 1. Mai 1961 unter Schutz (Datum der Verordnung: 30. März 1961). Zuständige untere Naturschutzbehörde ist der Landkreis Anhalt-Bitterfeld.
Das Naturschutzgebiet liegt nordöstlich von Dobritz, einem Ortsteil von Zerbst/Anhalt, im Naturpark Fläming. Es stellt einen naturnahen Teil eines Waldgebietes am Rand der Niederung der Nuthe unter Schutz.
Das Naturschutzgebiet wird von einem Erlenbruchwald geprägt. In der Krautschicht wachsen u. a. Bitteres Schaumkraut, Sumpfhaarstrang, Langährige Segge und Sumpfreitgras. In den weniger feuchten Randzonen geht der Bruchwald in einen Traubenkirschen-Erlen-Eschenwald über. Hier siedeln u. a. Bachnelkenwurz und Sumpfdotterblume. Auf höhergelegenen Standorten stockt ein Eichen-Hainbuchenwald in der Ausbildung mit Schuppenwurz auf nährstoffreichen Böden und in der Ausbildung mit Sternmieren auf nährstoffarmen Böden. Die Krautschicht wird hier u. a. von Gelbem Windröschen, Zweiblättriger Schattenblume, Behaarter Hainsimse, Gewöhnlichem Ruchgras und Savoyer Habichtskraut gebildet.
Im Nordwesten liegt der von Gehölzen eingerahmte Rahmteich mit Schwimmblattgesellschaften und Wasserfeder am Rande des Naturschutzgebietes.
Das Naturschutzgebiet ist Lebensraum einer ausgeprägten Kleinvogelwelt. Daneben sind Kranich und Wespenbussard hier heimisch.